# Manuel Benavente Montalvo
Manuel Benavente Montalvo (Múrcia, 1 de gener de 1865 – 3 de juny de 1920) va ser pianista i compositor.

## Biografia
Va rebre les seves primeres lliçons de solfeig del tenor còmic de sarsuela Pascual Turpín,i va estudiar piano amb el sacerdot José Ferrer i el professor Adolfo Gascón Leante. Junt amb aquests i els de la composició, va rebre estudis de matemàtiques.
En 1887 es va establir com a professor de matemàtiques i de música al col·legi Sant Luis Gonzaga que el seu germà Antonio dirigia en Villada, Palència. Va tornar a Múrcia en 1893, després de ser nomenat professor de matemàtiques al col·legi de la Purísima Concepción de la capital murciana.
En 1894 va ser nomenat professor de la mateixa disciplina a l'Acadèmia de Bellas Artes de la Sociedad de Amigos del País, càrrec que va ocupar fins a la seva mort. Va deixar diversos escrits als diaris locals de Murcia: Diari de Murcia, Criterio Murciano i El Independente. En aquest últim periòdic va publicar 13 sonets sobre músics murcians. Va rebre diversos premis de composició en diferents certàmens locals en els que va participar amb obres preferentment per a piano, instrument en el que també va destacar com a concertista. Allunyat de la vida social de l'època, només apareixia per a interpretar algun concert al casino i a les sales de la capital. Destaca entre la seva producció l'obra pianística (valsos, polques, marxes, etc.), enmarcada a l'estètica típica de la música de saló, junt amb algunes obres religioses i marxes militars.

## Obres

### Música simfònica
- Marxa triomfal

### Banda
- El club de los embusteros
- El Harén
- La despedida
- Laura
- Los alabarderos

### Cançons
- Adiós, Carmela, Ti
- Amor al arte, Bar, p.
- Ave María, T
- Balada, Ti
- Gozos a San Luis Gonzaga, 3V, órg
- Himno a San Luis de Gonzaga, 3V, vns, cb, va, p
- Labor omnia vincit, Bar, p.
- Melodía, T
- Motete a la Virgen, 3V, órg.

### Piano
- Al borde del arroyo
- Alborada
- Capricho morisco
- Estudio
- Fuensanta (Lira murciana) i altres danses
- Gavota
- Impromptu
- Laura
- Marcha Patria
- Polonesa
- Romanza sin palabras
- Tristeza